# ارمیا (آکادمی موسیقی گوگوش)
ارمیا (زادهٔ ۱۳۶۰ در خمین) یکی از شرکت‌کنندگان زن ایرانی ساکن آلمان در فصل سوم آکادمی موسیقی گوگوش (۱۳۹۱) و برندهٔ این دوره بود. او فوق لیسانس فلسفه از دانشگاه تهران دارد. 
حضور او با استفاده از پوشش خاص خود در این برنامه باعث شد این دوره آکادمی موسیقی گوگوش حاشیه‌های زیادی بهمراه داشته و بحث‌های بسیاری در مخالفت یا پشتیبانی از حضور و انتخاب وی در وبگاه‌ها، رسانه‌ها و شبکه‌های اجتماعی به راه افتاد.

## حاشیه‌ها
آوازخوانی او در آکادمی موسیقی گوگوش همراه با نوعی حجاب اختیاری مورد توجه بینندگان قرار گرفته و باعث پدید آمدن بحث‌های متعدد در میان کاربران فارسی‌زبان اینترنت و واکنش جامعه‌شناسان و اندیشمندان دربارهٔ محدوده‌های ذهنی آزادی شخصی در میان جامعهٔ ایرانی شد؛ به گونه‌ای که عده‌ای بحث‌های صورت گرفته دربارهٔ او را با ماجرای برهنه شدن گلشیفته فراهانی مقایسه کردند. ارمیا در مورد حجاب خود گفته‌است به نظر وی تناقضی میان خوانندگی زنان و حجاب وجود ندارد.
مخالفان حضور او، که صرفاً از میان باورمندان به دین نبودند، بر این باورند که اعتقاد به اسلام با آوازخوانی زنان تناقض دارد و پذیرش یک دین مستلزم پذیرش همهٔ احکام آن است. آنان معتقدند که شرع اسلامی خوانندگی برای زنان را جایز نمی‌داند و حضور ارمیا در یک مسابقه خوانندگی در تضاد با رفتار او در گزیدن حجاب است. در مقابل، عده‌ای از اندیشمندان نوگرای دینی همچون حسن یوسفی اشکوری به این استدلال کرده‌اند که حجاب امری فقهی است و نه اسلامی و قوانین ضدزن در فقه مانند همین ممنوعیت شنیدن صدای زنان، ریشهٔ تاریخی و اجتماعی داشته و به خاطر نگاه مردسالار تفسیرکنندگان دین است؛ بنابراین انتخاب ارمیا در تضاد با باورمندیش به دین اسلام نیست. از این دیدگاه، عده‌ای دیگر او را با یونا خوانندهٔ اهل مالزی که با حجاب اسلامی به اجرا می‌پردازد، زنان خواننده با حجاب در اندونزی و نمونه‌های دیگر در کشورهای عربی مقایسه کرده‌اند.
همچنین موافقان او اینگونه استدلال کرده‌اند که حضور هر کس با هر باوری در جامعه پذیرفتنی است و بنیان‌های سکولار تامین‌کننده آزادی انسان‌ها در پذیرفتن هر باور و رد کردن باورهای دیگر است. آن‌ها نمونه‌هایی از رفتار ایرانیان را ذکر می‌کنند که در آن اشخاص با وجود مذهبی نبودن یا مخالفت با حکومت مذهبی دارای باورهای شخصی دربارهٔ دین و امامان شیعه هستند.
هم چنین حضور او مورد توجه و نقد برخی رسانه‌های نزدیک به حکومت ایران قرار گرفت به طوری که چندین مقاله در مورد او نوشتند.